# کورت فون تیپلس‌کیرش
کورت فون تیپِلس‌کیرش (به آلمانی: Kurt von Tippelskirch) (زاده ۹ اکتبر ۱۸۹۱ – درگذشته ۱۰ مه ۱۹۵۷) یک نظامی آلمانی در دوره رایش سوم و از ۱۲ دسامبر ۱۹۴۴ تا ۲۲ فوریه ۱۹۴۵ فرمانده لشکر چهاردهم ورماخت بود.